# Capellia orneus
Capellia orneus är en stekelart som först beskrevs av Walker 1839.  Capellia orneus ingår i släktet Capellia och familjen puppglanssteklar. Arten är reproducerande i Sverige. Inga underarter finns listade.